# Église Notre-Dame-de-Toutes-Aides
L'église Notre-Dame-de-Toutes-Aides est une église catholique de Nantes en Loire-Atlantique. Elle dépend du diocèse de Nantes.

## Localisation
L'église se trouve dans le quartier Malakoff - Saint-Donatien, entre la place Gabriel-Trarieux et la place Victor-Basch.

## Historique
L'église actuelle intègre une petite chapelle du début XVIIe siècle (dont on peut toujours observer des vestiges sur le côté nord de l'édifice, rue de la Ville-en-Pierre) qui, elle-même fut édifiée en remplacement d'un sanctuaire plus ancien construit durant la seconde moitié du XIe siècle, par Constance de Normandie, duchesse de Bretagne. En effet, celle-ci possédait à Doulon, le manoir du Petit-Blottereau (voisin de l'actuel château du Grand-Blottereau), et donc aurait été à l'origine de la fondation de ce lieu de culte dédié à la Vierge Marie baptisée « Notre-Dame de Toutes-Aides », à la suite d'un vœu qu'elle aurait exaucé et qui se réalisa.
Au XIXe siècle, la population doulonnaise croît sensiblement notamment à l'Ouest, dans le secteur proche de la ville de Nantes. En 1862, on pense alors à démolir la vieille église Saint-Médard du Vieux-Doulon située dans le bourg, plus à l'Est, et transférer le lieu de culte dans la partie la plus peuplée de la commune. Le conseil municipal est alors très divisé sur la question.
La solution vient finalement de l'érection d'une deuxième paroisse à Doulon, officialisée par un décret du 31 juillet 1873 signé par le président Mac Mahon lui-même.
La construction confiée à l'architecte François Bougoüin, élève de Viollet-le Duc, débute le 11 août 1878, pour prendre fin avec sa consécration le 28 juillet 1881. Le nouvel édifice intègre finalement l'ancienne chapelle (devenue la « chapelle de la Vierge »), conformément au vœu de l'évêque et du Préfet, alors que sur un précédent projet soutenu par le maire, le nouveau sanctuaire devait être placé à l'ouest de la chapelle. Cette divergence entraina la démission du premier édile de la commune, Jean Cottin de Melleville, qui fut néanmoins réélu au premier tour un peu plus tard.
La tour clocher a été ajoutée de 1893 à 1895. Détruites sous les bombardements alliés de mai 1944, les verrières de l'église ont été refaites en 1958 par le peintre verrier Maurice Rocher.

## Sources
- Noël Guillet, Doulon : De l'indépendance à l'annexion - Cent ans de vie municipale, Nantes, Association Doulon-histoire, 2000, 194 p. (ISBN 2-908289-19-9)